# 小熱尼夫卡
47°35′52″N 31°49′14″E / 47.59778°N 31.82056°E
小熱尼夫卡（烏克蘭語：Маложенівка），是烏克蘭南部尼古拉耶夫州沃兹涅先斯克区葉拉涅茨市鎮的村落。始建於1790年，面積1.2平方公里，海拔高度38米，2001年人口559，人口密度每平方公里465.8人。